# بورک (ناحیه چسکه بودیوویتسه)
بورک (به چکی: Borek) یک منطقهٔ مسکونی در جمهوری چک است که در شهرستان چسکه بودیوویتسه واقع شده‌است. بورک ۱٫۹۳ کیلومتر مربع مساحت و ۱٬۳۶۲ نفر جمعیت دارد و ۴۱۳ متر بالاتر از سطح دریا واقع شده‌است.